# Mancomunidad Gran Ciudad del Sur
La Mancomunidad Gran Ciudad del Sur es una asociación de 7 ciudades importantes dentro del Departamento de Guatemala, fue creada con el propósito de planificar, organizar y supervisar la prestación de servicios de consultoría, asesoría o participación en la solución de asuntos municipales que las asociadas requieran en materia administrativa, técnica o jurídica. Dicha Mancomunidad está conformada por las ciudades de Amatitlán, Ciudad de Guatemala, Mixco, San Miguel Petapa, Santa Catarina Pinula, Villa Canales y Villa Nueva. Juntos integran menos de un 1% del territorio nacional, pero albergan más del 20% de la población guatemalteca.
Estas ciudades son parte del área metropolitana de Guatemala y de la expansión territorial del área construida, donde el 28.5% corresponde al municipio de Guatemala y 14% a los municipios de Mixco y Villa Nueva, y el resto a los municipios restantes. Estos deberán responder a un plan metropolitano, pues forman un objetivo global de un Plan Regional de Desarrollo Urbano, instrumento de gestión para el uso más adecuado del territorio. Asimismo se promueve la capacitación a personal de las municipalidades, mediante la creación, mejoramiento, desarrollo, modificación, ampliación o sustitución de procesos, procedimientos, métodos, técnicas, manuales, instructivos, guías y proyectos que consoliden y modernicen los sistemas municipales.
El fin primordial de la Mancomunidad del Sur del departamento de Guatemala es llevar desarrollo al área, lo cual será más fácil si se enfrentan en conjunto los problemas que los afectan. Nace con el lema: “Soluciones comunes para problemas comunes”.

## Creación de la Mancomunidad
Alcaldes de seis municipios firman Acta Constitutiva que da vida a la Mancomunidad.  En un acto realizado en el Palacio Nacional de la Cultura, los alcaldes Mainor Orellana de Amatitlán, Otto Pérez Leal de Mixco, Luis Barillas de San Miguel Petapa, Erick  Pocasangre de Villa Canales, Edwin Escobar de Villa Nueva, y Víctor Alvarizaes, Concejal I de la municipalidad de Santa Catarina Pinula, en representación del jefe edil, Antonio Coro, junto a un importante testigo de honor, Otto Pérez Molina , Presidente de la República, firmaron el Acta Constitutiva, la cual da vida jurídica a la mancomunidad Gran Ciudad del Sur.
El objetivo principal es buscar soluciones comunes a problemas comunes, dijo el alcalde de Villa Nueva y presidente de la Mancomunidad, Edwin Escobar. “Dentro de esta figura de mancomunidad estamos armando tres aparatos: El Instituto de Planificación y Desarrollo Urbano, el Fondo Patrimonial y una Oficina de Atracción de Inversión, con lo cual buscamos atraer más de 500 millones de dólares anuales, provenientes de distintos sectores, privados, públicos, municipales, mancomunados, cooperación internacional y sociedad civil”, acotó.
"Lo que hace más atractiva la Mancomunidad, es que no arrancamos de cero. Cada una de las municipalidades aportó Q1 millón, por lo cual contamos con un capital de Q6 millones, y tenemos ofrecimientos de diferentes instituciones de cooperación, quienes podrían brindarnos aportes de por lo menos Q10 millones”, aseguró Escobar.
En esta región del país, existen muchas necesidades y son varios los proyectos que los jefes ediles, buscan trabajar juntos, entre ellos: rescate del Lago de Amatitlán, seguridad, mejoramiento de barrios, educación, transporte, desechos sólidos e infraestructura, con lo cual se beneficiaría alrededor de 3 millones de habitantes de la Gran Ciudad del Sur.
El Presidente de la República, Otto Pérez Molina dijo que este es un momento histórico e importante para todo el país. “El hecho que seis alcaldes electos por diferentes partidos unan esfuerzos para trabajar proyectos en conjunto y mejorar las condiciones de vida de la población, no sólo es muestra de valentía, sino de inteligencia”, aseguró Pérez Molina. “Yo firmo como testigo de honor en esta conformación que los seis alcaldes llevan a cabo y tienen todo mi apoyo, sin duda alguna el de la Vicepresidenta y de todos los ministros. La Mancomunidad es un paso firme, sólido e importante para que los jóvenes tengan una mejor vida, por ello, vamos a trabajar para obtener mejores resultados en seguridad y lograr traer inversión a estos municipios”, puntualizó el mandatario.

## Elección de Junta Directiva
Durante el acto memorable de la firma de estatutos eligieron los alcaldes y concejales a la Junta Directiva de la Mancomunidad, la cual quedó integrada de la siguiente manera: Edwin Escobar, alcalde de Villa Nueva, presidente; Otto Pérez Leal, alcalde de Mixco, vicepresidente; Erick Pocasangre, alcalde de Villa Canales, secretario; Mainor Orellana, alcalde de Amatitlán, tesorero; Antonio Coro, alcalde de Santa Catarina Pinula, vocal I; Luis Barillas, alcalde de San Miguel Petapa, vocal II.
Al hacer uso de la palabra los jefes ediles coincidieron en que están seguros que unir esfuerzos para mancomunarse traerá muchos beneficios a los municipios.  
Según lo expresado por el presidente de la Mancomunidad, es un gran paso para hacer realidad el sueño de construir y desarrollar la  región que hoy está constituida en La Gran Ciudad de Sur. “Tenemos historia en común, riqueza cultural y natural, la cual sólo podrá darse a conocer y conservarse si trabajamos juntos. Llevar desarrollo para traducirlo en una mejor calidad de vida para más de 3 millones de personas que habitan en la región será más fácil si estamos unidos”, manifestó Escobar alcalde de Villa Nueva.

## Objetivos de la Mancomunidad
Entre los problemas más urgentes que se espera trabajar en mancomunidad están: transporte, rescate del lago de Amatitlán, seguridad, barrios y comunidades de verdad, educación, salud, tratamiento de desechos sólidos e infraestructura.
La Mancomunidad está abierta para que otras municipalidades del departamento de Guatemala, que así lo deseen, puedan asociarse. Para ello deberán presentar, entre otros requisitos, solicitud escrita del Alcalde Municipal, en la cual se declare el deseo expreso de formar parte de la agrupación, además de aceptar y cumplir los estatutos de la misma.
La firma de los estatutos y la integración de la Junta Directiva de la Mancomunidad del Sur del departamento de Guatemala son hechos históricos y memorables para el país; ello es una prueba de que enfrentar problemas comunes, buscarles soluciones y ejecutar las mismas se puede lograr para mejorar la vida de los pobladores que habitan en municipios que registran altos índices de pobreza.